# Phallaria wayii
Phallaria wayii là một loài bướm đêm trong họ Geometridae.